# Guy Davis
Guy Davis, amerikansk serieskapare, född 1966 och bor i Michigan. Guy Davis är självlärd och fick redan under sin tid i high schoool sina serier publicerade i lokaltidningen.
Han började tidigt att teckna för Arrow Comics, som så senare blev Caliber Comics. För dem gjorde han bland annat The Realm och Baker Street (tillsammans med förläggaren Gary Reed).
Tillsammans med Matt Wagner gjorde han Sandman Mystery Theatre, och efter detta har han jobbat för de flesta stora serieförlagen i USA. Hans egen serie  The Marquis ges ut av Oni Press och han tecknade The Zombies That Ate the World för Les Humanoïdes Associés.